# Anjō
Anjō (安城市 Anjō-shi?) es una ciudad localizada en la prefectura de Aichi, en la isla de Honshū de Japón. Fue fundada el 5 de mayo de 1952.
Para 2003 tenía una población estimada de 164.043 habitantes y la densidad era de 1.90 personas por km². El área total es de 86,01 km².

## Historia
El área de la actual Anjo ha sido ocupada continuamente desde tiempos preshistoricos. Los arqueólogos han encontrado numerosos restos de la época del Paleolítico japonés y túmulos del periodo Kofun. 
Durante la periodo Nara, el área fue asignada al antiguo condado de Hekikai, y se dividió en varios Shoen en el periodo Heian, en gran parte bajo el control del Clan Fujiwara o el clan Taira. 
Sin embargo, en el periodo Kamakura, partes del territorio quedaron bajo el control de la secta Jōdo Shinshū, que desafió a la autoridad secular de los diversos clanes samurai, especialmente el Clan Matsudaira.
Durante la periodo Sengoku, numerosas fortificaciones se construyeron en la zona. Tokugawa Ieyasu unificó la región y destruyó el poder de la secta Jōdo Shinshū en la Batalla de Azukizaka (1564). Durante el periodo Edo, la mitad de la actual Anjo fue controlada por el dominio Okazaki y la otra mitad por el dominio Kariya con algunas partes dispersas del territorio tenryō gobernado directamente por el shogunato Tokugawa en el medio.
Al inicio del periodo Meiji, el 1 de octubre de 1889 Anjo era una colección de aldeas dentro del Distrito Hekikai, Prefectura de Aichi. Fue elevada a la categoría de ciudad el 1 de mayo de 1906.
La apertura del Canal de riego Meiji transformó la zona en los años 1920 y 1930 en una de las regiones agrícolas más productivas de la época, lo que desató la comparación con Dinamarca, entonces considerada la nación agrícola más altamente avanzada del mundo. Esto dio lugar al apodo de Anjo de "Dinamarca japonesa" (日本デンマーク?), que permanece en la forma de Den Park, un parque temático danés, así como en la Den Beer, un cerveza artesanal disponible en el parque.
Anjō fue elevado a la categoría de ciudad el 3 de mayo de 1952. El 1 de abril de 1967, se anexionó la vecina ciudad de Sakura.

## Economía
Anjo es un centro comercial regional, con una economía mixta de manufactura y agricultura. Debido a su proximidad a las distintas fábricas de Toyota en la vecina Ciudad Toyota, Anjo es sede de muchas fábricas que suministran componentes a la industria del automóvil. 
La famosa compañía de herramienta eléctrica japonesa Makita fue fundada en Anjo en el año 1915. 
Además de arroz, trigo y soja, otros productos agrícolas notables incluyen a los higos, peras japonesas y pepinos.

## Educación
- Universidad Tecnológica de Aichi

## Transporte

### Tren
Las paradas del Tōkaidō Shinkansen en Mikawa-Anjō Station, pero la Anjō Station en la Tōkaidō Main Line y Shin-Anjō Station en el Meitetsu Nagoya Main Line y Nishio Line sirven al centro comercial de la ciudad.
- JR Central – Tōkaidō Shinkansen
  - Mikawa-Anjō.

- JR Central – Tōkaidō Main Line
  - Anjō, Mikawa-Anjō.

- Meitetsu – Nagoya Main Line
  - Shin-Anjō

- Meitetsu – Nishio Line
  - Shin-Anjō, Kita-Anjō, Minami-Anjō, Hekikai-Furui, Horiuchi-Kōen, Sakurai, Minami-Sakurai.

### Autopistas
Carretera Nacional 1 y Carretera Nacional 23 proporcionan el acceso principal de este a oeste a través de la ciudad, con la Carretera 48 de la Prefectura que corre entre las dos.

## Ciudades hermanadas
- Huntington Beach, California, Estados Unidos desde el 4 de julio de 1992
- Hobsons Bay, Melbourne City, Victoria Australia, desde el 15 de octubre de 1994
- Kolding, Meridional, Dinamarca, desde el 21 de enero de 2009

## Atracciones de Anjō
Lugares locales destacados para visitar son:
- Parque Denpaku de la cultura industrial de Anjo
- Honsho-ji – Templo budista que fue el lugar de la Batalla de Azukizaka (1564)
- El lugar del castillo de Anjo, construido en 1480, destruido en 1562

## Personas célebres nativas de la ciudad
- Tohru Fukuyama – químico orgánico
- Kazuchika Okada - luchador profesional
- Ayumi Tanimoto – medallista de oro olímpico de luchador de judo
- Ryōka Yuzuki – actriz de la voz

## Algunas vistas de Anjō

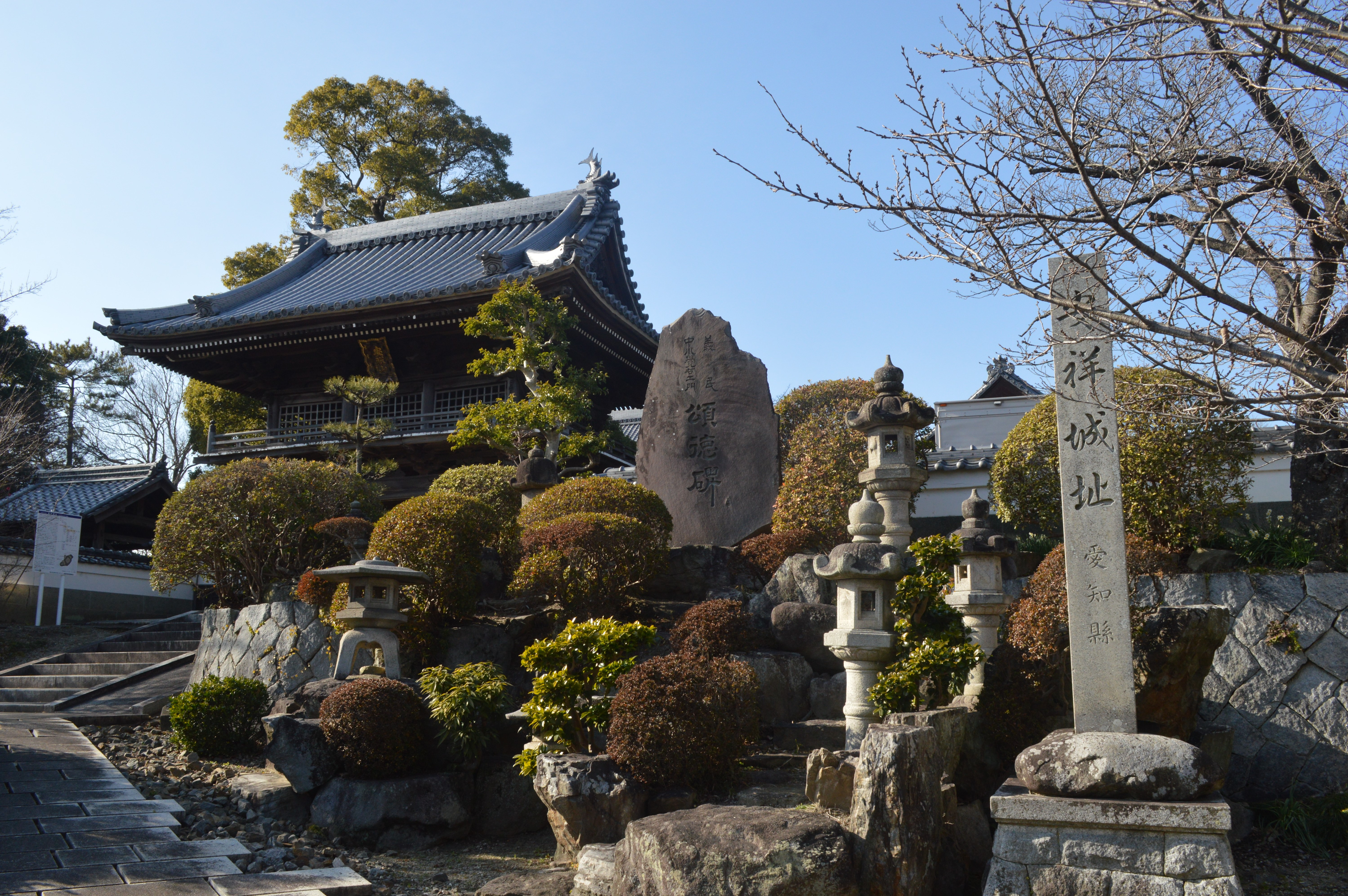
Castillo de Ansho.
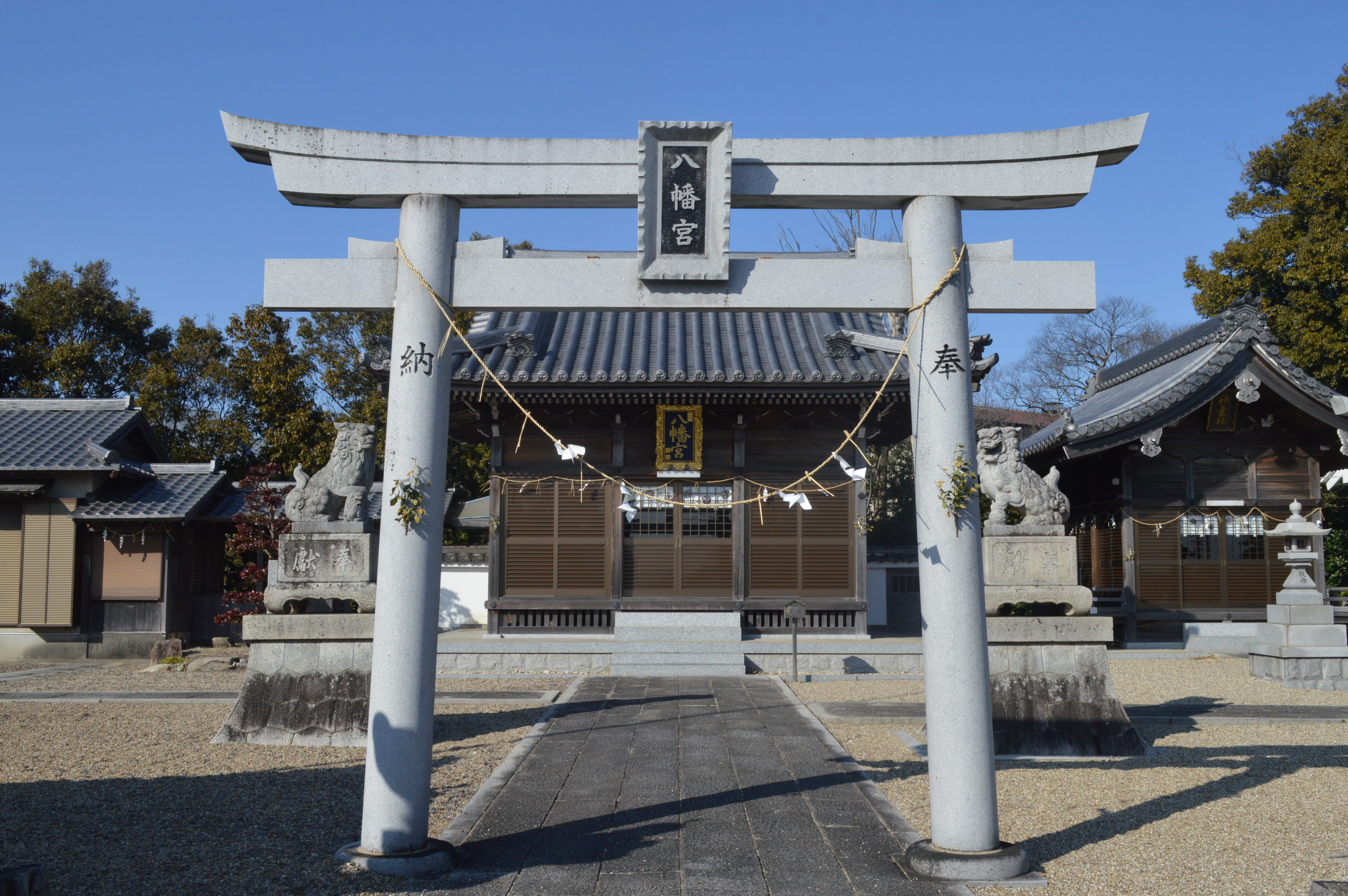
Higashio-Hachimansha.
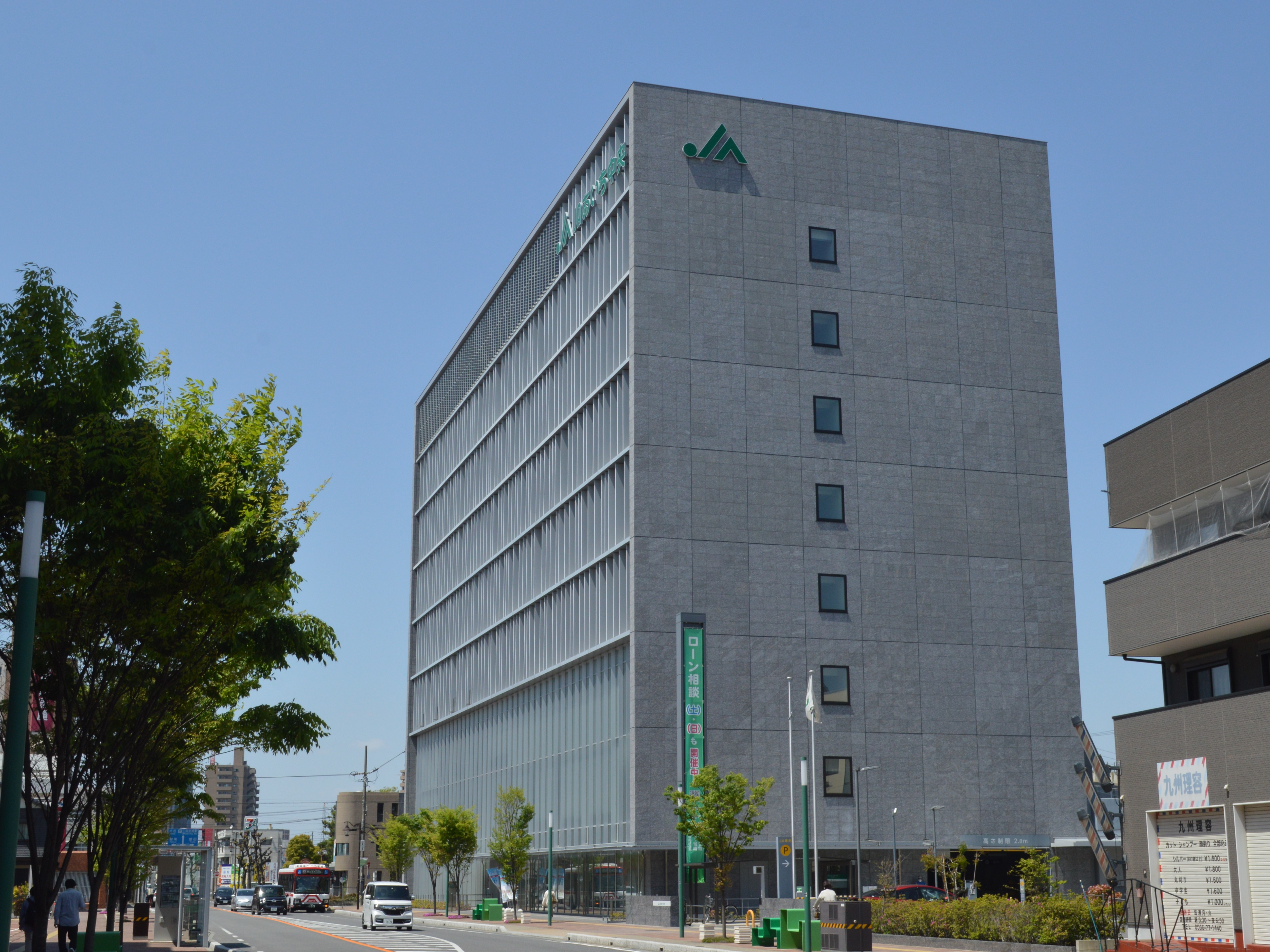
La sede de JA Aichichuo.
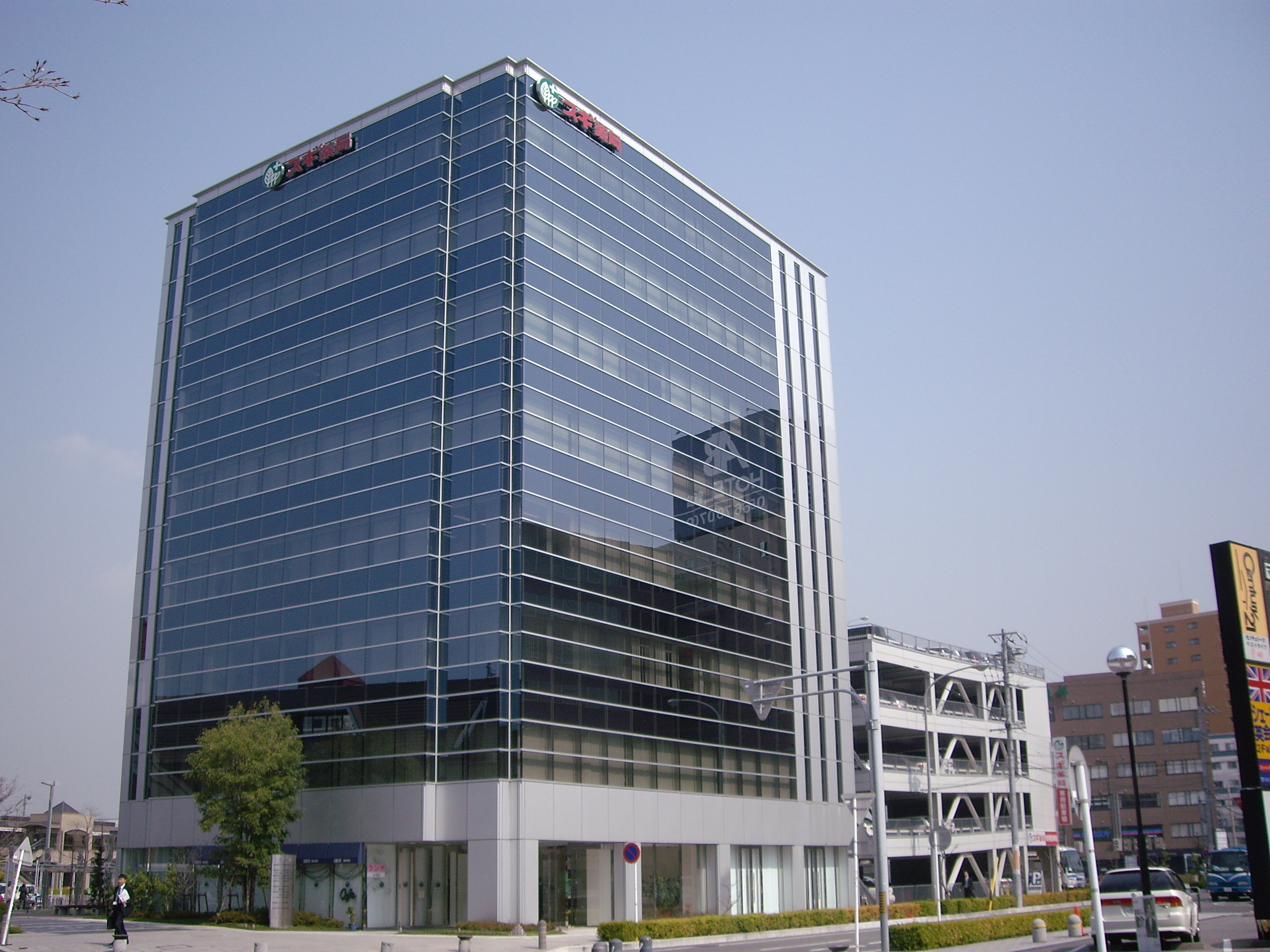
La sede de Sugi Pharmacy.